# BMW 329
Der BMW 329 war ein kleiner Pkw, den BMW in Eisenach von 1936 bis 1937 als Sondermodell dem 319 zur Seite stellte.

## Geschichte
Der BMW 329 war ab 1936 als preiswerte Ergänzung zur Reiselimousine BMW 326 nur als Cabriolet verfügbar. 1011 Fahrzeuge wurden als BMW-Kabriolett, viersitzig gebaut, bei den Drauz-Werken in Heilbronn entstanden 42 Zweisitzer mit der Bezeichnung Drauz Kabriolett, zweisitzig und weitere 126 Einheiten wurden nach Wunsch karossiert. Insgesamt entstanden so 1179 Stück.
| Produktionszahlen | Jahr | 1936 | 1937 | Summe |
| ----------------- | ---- | ---- | ---- | ----- |
| BMW 329           |      | 621  | 558  | 1.179 |

BMW stellte im Februar 1937 ein Drauz Kabriolett mit Kuhfellpolstern auf der Internationale Automobil- und Motorrad-Ausstellung (IAMA) aus. Der Preis für das Kabriolett, viersitzig „329“ war im April 1937 mit RM 4950,–  angegeben. Bereits 1937 löste das Modell 320 den 329 ab.

## Technik
Der Wagen entsprach dem BMW 319 mit seinem Sechszylinder-Reihenmotor mit 1911 cm³ Hubraum und 45 PS (33 kW) bei 3750/min, hatte aber die Front des modernen, größeren 326.